# Christian Hornberger

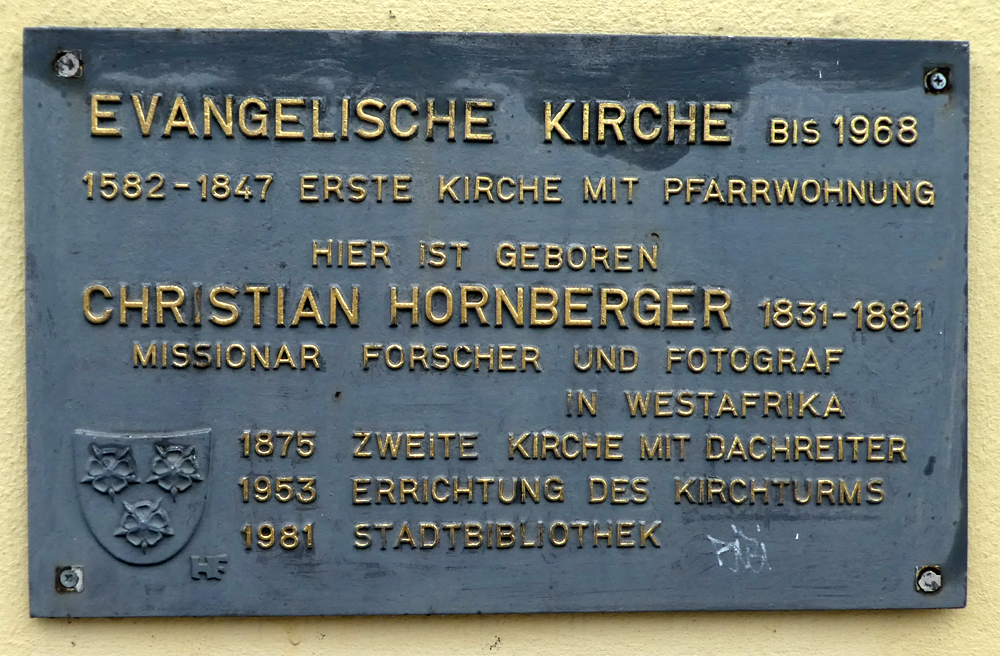
Gedenkplatte zur Erinnerung an Christian Hornberger an der Stadtbibliothek in Oberkochen

Christian Friedrich Wilhelm Hornberger (* 27. Oktober 1831 in Oberkochen; † 31. Mai 1881 in Keta im heutigen Ghana) war ein evangelischer Missionar.

## Leben
Christian Hornberger wurde als Sohn des Pfarrers Johann Christian Hornberger in Oberkochen geboren. Er wuchs in Oberkochen, Ostelsheim und Korntal auf. Nach einer Schreinerlehre in Böblingen trat er 1854 eine Ausbildung am Seminar der Basler Mission an. 1858 trat er in den Dienst der Norddeutschen Mission Bremen und war für diese – unterbrochen nur von drei Heimaturlauben – als Missionar unter den Ewe in Westafrika tätig. Stationen waren Anyako (1858–59 und 1872–74), Waya (1859–60), Ho (1860–1869) und schließlich ab 1872 bis zu seinem Tod Keta.
1866 heiratete er Wilhelmine Luise Friederike Roth, die schon 1870 starb. Seine zweite Frau, Rosa Frey heiratete er 1872.
Neben seiner Tätigkeit als Missionar unternahm Hornberger, insbesondere in den ersten Jahren seines Afrikaaufenthaltes, mehrere Erkundungsreisen, die er geographisch (u. a. erstellte er 1864 die erste Landkarte des Ewe Gebietes), ethnographisch und linguistisch in mehreren wissenschaftlichen Artikeln auswertete. Schon ab 1863 fertigte Hornberger auch zahlreiche Fotografien von seinem Missionsland und den dort lebenden Menschen an.

## Schriften
- Das Ewe-Gebiet an der Sklavenküste von West-Afrika. In: Mittheilungen aus Justus Perthes’ Geographischer Anstalt über wichtige neue Erforschungen auf dem Gesammtgebiete der Geographie. Band 13, 1867, S. 48 ff. (besser bekannt als Petermanns Geographische Mitteilungen).